# برایان کراوزه
برایان کراوزه (انگلیسی: Brian Krause؛ زاده ۱ فوریهٔ ۱۹۶۹) یک هنرپیشه اهل ایالات متحده آمریکا است. وی از سال ۱۹۸۹ میلادی تاکنون مشغول فعالیت بوده است.

## گزیده فیلمشناسی
از فیلم‌ها یا برنامه‌های تلویزیونی که وی در آن نقش داشته است می‌توان به آثار زیر اشاره کرد.
- افسون‌شده (۱۹۹۸–۲۰۰۶)
- سی‌اس‌آی: میامی (۲۰۰۷)
- مد من (۲۰۰۸)
- پوشش (۲۰۰۸)
- کسل (مجموعه تلویزیونی) (۲۰۱۰)